# Divina Pastora (Alicante)
Divina Pastora es un barrio de la ciudad española de Alicante. Según el padrón municipal, cuenta en el año 2022 con una población de 1467 habitantes (795 hombres y 672 mujeres).

## Localización
Divina Pastora limita al norte con el término municipal de San Vicente del Raspeig, al este con el barrio de Ciudad Jardín, al sur con Rabasa y Polígono San Blas y al oeste con este último barrio y parcialmente con Ciudad de Asís.
Asimismo, está delimitado exteriormente, desde el este y en el sentido horario, por las avenidas y calles siguientes: Novelda, Penáguila, Fondo Piqueres, Hondo Bueno y una zona no urbanizada al norte.

## Antecedentes
En la década de los años cincuenta del siglo XX, nace este barrio en las afueras de la ciudad con una decena de calles con casas de plantas bajas. La idea original fue una iniciativa del padre Ángel, un franciscano de Carcagente. De ahí que los nombres de las calles y el propio del barrio estén relacionados con esa orden religiosa, desde la calle Padre Francisco, hasta la calle Lobo de Gubbio.

## Población
Según el padrón municipal de habitantes de Alicante, la evolución de la población del barrio Divina Pastora en los últimos años, del 2010 al 2022, tiene los siguientes números:
|              | 2010 | 2011  | 2012  | 2013  | 2014  | 2015 | 2016  | 2017  | 2018  | 2019  | 2020  | 2021  | 2022  |
| ------------ | ---- | ----- | ----- | ----- | ----- | ---- | ----- | ----- | ----- | ----- | ----- | ----- | ----- |
| Población    | 1480 | 1491  | 1522  | 1533  | 1574  | 1567 | 1549  | 1533  | 1510  | 1490  | 1468  | 1438  | 1467  |
| (Diferencia) |      | (+11) | (+31) | (+11) | (+41) | (-7) | (-18) | (-16) | (-23) | (-20) | (-22) | (-30) | (+29) |